# Eleição presidencial no Egito em 2005
A eleição presidencial egípcia de 2005, realizada em 7 de setembro, foi a primeira eleição presidencial em que participaram mais de um candidato da história do Egito. Hosni Mubarak, ex-presidente do Egito, conquistou seu quinto mandato consecutivo de seis anos no cargo, com resultados oficiais mostrando que obteve 88,6% dos votos. O oponente de Mubarak, Ayman Nour, do Partido do Amanhã, estima-se que recebeu 7,58% dos votos e Numan Gumaa recebeu 2,93%. As críticas ao processo eleitoral tem-se centrado sobre o processo de seleção dos candidatos elegíveis, e sobre alegadas violações da lei eleitoral durante a votação. Mubarak foi empossado para seu novo mandato em 27 de setembro.

## Antecedentes
O presidente egípcio, Hosni Mubarak, anunciou que seu legado ao país seria a democracia. No entanto, as manobras para que seu filho, Gamal Mubarak, permanecesse na posição para sucedê-lo no poder, geraram dúvidas sobre as suas verdadeiras intenções. A eleição foi contestada por muitos grupos, principalmente porque Mubarak escolheu seus adversários nesta eleição. 
Entre a chegada ao poder de Hosni Mubarak, em 1981, até 2005 ocorreram apenas plebiscitos, onde os egípcios poderiam responder se queriam Mubarak como presidente ou não. Todos estes, foram vencidos pelo presidente, embora algumas organizações como a Human Rights Watch expressasse preocupação com a transparência desses processos. Mubarak foi reeleito quatro vezes durante seu reinado de 24 anos por tais referendos; vencendo o referendo de 1999, com quase 94% dos votos, apesar do comparecimento às urnas ser, provavelmente, em torno de 10%.

### Críticas
Uma alteração à Constituição, aprovada por referendo em maio de 2005, abriu o caminho para as eleições presidenciais com múltiplos candidatos e deu as cortes judiciais (e não ao governo ou ao parlamento) o poder de controlar o processo. Anteriormente, os egípcios foram consultados apenas na forma de plebiscito (aprovando ou rejeitando) o candidato proposto pelo parlamento egípcio, dominado pelo NDP.
Alguns dos principais partidos de oposição se recusaram a participar da eleição, afirmando que era pouco provável que estas fosse livre e justa. Os opositores da eleição afirmaram que a reforma não foi isenta o suficiente uma vez que manteve um rigoroso controle do processo por parte do governo, submetendo as candidaturas a uma seleção prévia por funcionários nomeados pelo governo e dava aos candidatos independentes pouca margem de manobra, o que fazia com que o PDN tivesse uma vantagem esmagadora.
O maior grupo islâmico do Egito, a Irmandade Muçulmana, não foi permitido ter um candidato na eleição porque a organização estava banida pelo governo, que proíbe partidos políticos com uma agenda religiosa declarada.

## Candidatos participantes
A eleição de 2005 foi a primeira em que houve a participação de candidatos apoiados por partidos diferentes. Dez candidatos participaram da eleição. Sendo os principais:
- Hosni Mubarak do Partido Nacional Democrático
- Ayman Nour do Partido do Amanhã
- Numan Gumaa do Novo Partido Wafd

Também participaram:
- Osama Shaltut do Partido Solidariedade
- Ibrahim Turk do Partido União Democrática
- Ahmad al-Sabahi do Partido Umma
- Rifaat al-Agrudi do Partido de Conciliação Nacional
- Fawzi Ghaza do Partido Egito 2000
- Mamduh Qinawi do Partido Constitucional
- Wahid al-Uqsuri do Partido Socialista Árabe Egípcio (desclassificado em 3 de setembro)

## Resultados eleitorais
Embora o apoio a Mubarak fosse significativo e fosse esperado que vencesse por uma larga margem; as acusações de confusão generalizada, compra de votos, intimidação e outras formas de fraude eleitoral marcaram a eleição do dia 7 de setembro de 2005.
A Comissão Eleitoral anunciou que quase 23% dos eleitores inscritos participaram da votação, dando uma ampla vitória a Hosni Mubarak com 88,57% dos votos, seguido por Ayman Nour, com 7,58%, e por Numan Gomaa, com 2,93%. 
| Candidatos              | Candidatos              | Partidos                     | Votos      | %      |
| ----------------------- | ----------------------- | ---------------------------- | ---------- | ------ |
|                         | Hosni Mubarak           | Partido Nacional Democrático | 6 316 714  | 88.57  |
|                         | Ayman Nour              | Partido do Amanhã            | 540 405    | 7.58   |
|                         | Numan Gomaa             | Novo Partido Wafd            | 208 891    | 2.93   |
|                         | Demais candidatos       | Demais partidos políticos    | 65 771     | 0.92   |
| Votos válidos           | Votos válidos           | Votos válidos                | 7 131 851  | 97.63  |
| Votos inválidos         | Votos inválidos         | Votos inválidos              | 173 185    | 2.37   |
| Total de votos          | Total de votos          | Total de votos               | 7 305 036  | 100.00 |
| Eleitorado apto a votar | Eleitorado apto a votar | Eleitorado apto a votar      | 31 826 284 | 22.95  |

## Controvérsias pós-eleição
As denúncias de violações da lei eleitoral vieram à tona durante a votação. Alegou-se, dentre outras coisas, que os membros do partido governista pressionavam eleitores nas mesas para que votassem no atual presidente. Em outros centros, foi oferecido aos eleitores cestas de alimentos para convidá-los a votar. A imprensa informou que o Partido Nacional Democrático de Mubarak transportava eleitores às urnas de ônibus,  e supostamente não permitia que os eleitores assinalassem suas escolhas atrás de uma cortina, um requisito essencial de uma votação secreta. As assembleias de voto no Cairo estavam repletas de cartazes de Mubarak e membros do NDP pairavam sobre os eleitores, tirando as cédulas dos eleitores e entregando-as aos funcionários das assembleias de voto. 